# シュウィーブ

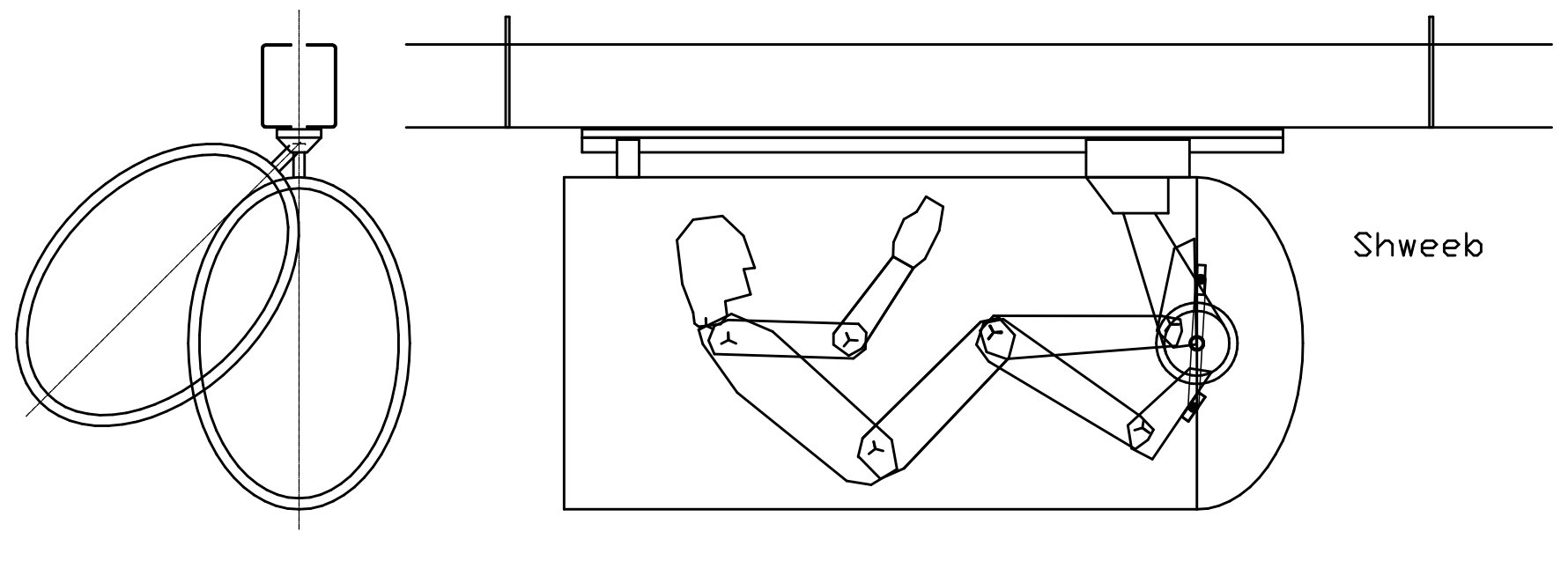
シュウィーブの概念図

シュウィーブ（英: Shweeb）は、人力モノレール車を基礎として計画された、パーソナル・ラピッド・トランジット網である。
当プロジェクトの試作品は、元々はレジャー・アトラクションとして、ニュージーランドのロトルア市で設計および実装されている。（南緯38度5分24.7秒 東経176度11分42.7秒 / 南緯38.090194度 東経176.195194度）
2010年9月に、プロジェクト10100の一部としてGoogleからの資金提供を受けるために、拡大されたネットワーク開発計画が選ばれている。
2012年4月現在、当システムはそれを実行する能力を持つ人によって考えられていなかった。
北米の企業が、カナダのナイアガラの滝にある「世界初の環境にやさしい遊園地」にシュウィーブ・システムを導入すると述べており、彼らのウェブサイトでは、シュウィーブ・システムが2015年に開業すると述べている。
計画されたシュウィーブ輸送機関網では、モノレールから吊り下げられたパワーポッドに、リカンベント技術が使われている。
シュウィーブ・モノレール技術によると、彼らの計画の意図は「必要経費（直接的財政と間接的安定の両方および環境経費）を掛けずに、車が提供する柔軟性および快適さと同様のものをユーザーへ提供するための解決策を作る」ことである。
当計画では、ポイント・ツー・ポイントおよび都市部の通勤輸送を提供するモノレール軌道のネットワークを想定している。

## 技術

### 軌道
軌道は、折り畳まれた亜鉛めっき鋼板で造られている。
その外部は、高さ220ミリメートル×幅200ミリメートルである。
支持杭もまた、亜鉛めっき鋼板である。

### ポッド
ポッドは、通気孔を有する透明なプラスチックシートで覆われている。
前後の長いダンパーは、ポッドの衝突が起きた場合に衝撃加速度を制限するのと、全体的な空気力学的効率を大幅に改善させることができる「ポッド列車」を造るための、ポッドの関連付けを容易にするために設けられている。

### 外部パワーブースト
ランプを登るのを助けるために、トランペ自転車リフトと同様の方法で、軌道区間に設置されている電動チェーンが、限定された距離でポッドを押すことができる。
これはまた、軌道よりも高い高架で建設される駅に進入することを助けることができる。
この高架の目的は、駅の軌道から本線の軌道へ降りていきながら、勢いが増しているポッドを助けることである。